# فرانک بارلو (بازیکن فوتبال)
فرانک بارلو (انگلیسی: Frank Barlow؛ زادهٔ ۱۵ اکتبر ۱۹۴۶) بازیکن فوتبال اهل بریتانیا است.
از باشگاه‌هایی که در آن بازی کرده‌است می‌توان به باشگاه فوتبال چسترفیلد و باشگاه فوتبال شفیلد یونایتد اشاره کرد.